# 윤재홍
윤재홍(1970년 9월 6일 ~ )은 대한민국의 현직 헤드헌터이자 온라인콘텐츠창작자다.

### 주요경력
- 외국계기업, 대기업, 스타트업, 중소기업 헤드헌팅 진행
- 직업관련 대표 방송 '헤드헌터 윤재홍의 난JOB한 이야기' MC
- 각종 방송 출연 및 강연을 통해서 직업 관련 정보 제공
- 사람을 좋아하는 헤드헌터 저자

### 출연 방송
- MBC 이진우의 손에 잡히는 경제
- MBC 마이 리틀 텔레비전
- SBS CNBC TV 경제와이드 백브리핑 시시각각
- tvN 젠틀맨리그
- 한국직업방송(연합뉴스TV) 취업을 부탁해-면사뽀(면접 사정없이 뽀개기)
- 한국직업방송(연합뉴스TV) 취업비사
- 한국고용정보원 워크넷 헤드헌터 윤재홍편

외 다수 방송 출연

### 강연
- 중, 고등학교, 대학교, 관공서, 기업체 강연 및 특강

### 관련기사
* 한경리크루트]
* 조선일보&네이버 잡스엔
* MBN
* 시사경제신문
외 다수 인터뷰와 언론 소개

### 저서
* 사람을 좋아하는 헤드헌터

### 공식 SNS
* 인스타그램
* 페이스북
* 블로그
* 트위터
* 유튜브
* 팟캐스트